# (11012) Henning
(11012) Henning (1982 JH2) – planetoida z pasa głównego asteroid okrążająca Słońce w ciągu 4,17 lat w średniej odległości 2,59 j.a. Odkryta 15 maja 1982 roku.